# Szojuz–12
A Szojuz–12 (oroszul: Союз–12) szovjet háromszemélyes, kétszemélyessé átalakított, szkafanderes személyszállító, szabványos rendszerben épített Szojuz űrhajó.

## Küldetés
A Szojuz–11 balesete miatt újratervezett, kétszemélyesre átalakított  Szojuz 7K–T űrhajó első, személyzettel végrehajtott tesztrepülése volt. Gyakorolták a kézi és az automatikus irányítást, az újszerű manőverező képességet (stabilitás, helyzetmeghatározás, pályaváltoztatás). A két nap alatt népgazdasági, csillagászati, meteorológiai, földkutatási, halászati, orvos és biológiai megfigyelést végeztek.

## Jellemzői
Központi Kísérleti Gépgyártási Tervezőiroda (OKB–1), most RKK Enyergija. Az űrhajót kis átalakítással emberes programra, teherszállításra és mentésre (leszállásra) tervezték.
1973. szeptember 27-én a Bajkonuri űrrepülőtér indítóállomásról egy Szojuz hordozórakéta (11А511) juttatta Föld körüli, közeli körpályára. Az orbitális egység alappályája 88,6 perces, 51,6 fokos hajlásszögű, elliptikus pálya-perigeuma 194 km, apogeuma 249 km volt.
Az orbitális egység módosított pályája 91 perces, 51 fokos hajlásszögű, elliptikus pálya-perigeuma 306 km, apogeuma 348 km volt. Hasznos tömege 6720 kg. Az űrhajó napelemek nélkül, kémiai akkumulátorokkal 14 napos program végrehajtására volt alkalmas. Összesen 11 órát, 33 percet és 48 másodpercet töltött a világűrben. Összesen 31 alkalommal kerülte meg a Földet.
Kialakították (fel- és leszálláskor) a szkafanderek önálló életfenntartó funkcióit, függetlenítve a parancsnoki egységtől. A szkafander a világűrben tárolóhelyen van rögzítve. Leszerelték a napelem szárnyakat, megnövelt teljesítményű akkumulátorok szolgáltatták az elektromos energiát. Önálló repülési ideje maximálisan 48 óra lett (űrállomáshoz csatlakozva megnövelt idővel rendelkezett). A próbarepülés során az űrhajó nem rendelkezett összekapcsoló egységgel. A berepülés sikeres volt, folytatódhatott az űrállomás-program.
Szeptember 29-én belépett a légkörbe, a leszállás hagyományos módon – ejtőernyős leereszkedés – történt, Karaganditól 400 kilométerrel délnyugatra értek Földet.

## Személyzet
- Vaszilij Grigorjevics Lazarev
- Oleg Makarov

## Tartalék személyzet
- Alekszej Alekszandrovics Gubarjev parancsnok
- Georgij Mihajlovics Grecsko pilóta

## Mentő személyzet
- Pjotr Iljics Klimuk parancsnok
- Vitalij Ivanovics Szevasztyjanov pilóta

## Külső hivatkozások
- Szojuz–12. lib.cas.cz. [2013. október 13-i dátummal az eredetiből archiválva]. (Hozzáférés: 2013. március 10.)
- Szojuz–12. kursknet.ru. [2016. július 18-i dátummal az eredetiből archiválva]. (Hozzáférés: 2013. március 10.)
- Szojuz–12. energia.ru. [2020. október 1-i dátummal az eredetiből archiválva]. (Hozzáférés: 2013. március 10.)

| Elődje: Koszmosz–573 | Szojuz-program 1967–1981 | Utódja: Koszmosz–613 |